# Cronache dei Tre Regni
Le Cronache dei Tre Regni (cinese tradizionale: 三國志; cinese semplificato: 三国志; pinyin: Sānguó Zhì), è il testo storico ufficiale sul periodo dei Tre regni. Copre il periodo dal 189 al 280 e fu scritto da Chen Shou nel III secolo. L'opera raccoglie le cronache degli stati rivali, Regno Wei, Regno di Shu e Regno Wu dei Tre Regni in un singolo testo, ed è servita da modello per romanzi storici come Il romanzo dei tre regni del XIV secolo.

## Origine e struttura
Le Cronache dei Tre Regni fanno parte - con le Shiji, il Libro degli Han e il Libro degli Han posteriori - dei quattro antichi testi storici delle Ventiquattro storie. Comprende 65 volumi e circa 360 000 parole divise in tre libri. Il Libro di Wei contiene 30 volumi, il Libro di Shu 15 volumi, il  Libro di Wu 20 volumi. Ogni volume comprende varie biografie, di lunghezza variabile, a seconda dell'importanza del personaggio.
L'autore delle cronache fu Chén Shòu (cinese tradizionale: 陳壽; cinese semplificato: 陈寿), nato nel regno di Shu. Nel 263, dopo la caduta del regno di Shu ottenne l'incarico di scrivere la storia dei Tre Regni. Gli stati di Wei e di Wu possedevano già le loro storie e fornirono la base al lavoro di Chen Shou, il quale dovette aggiungere personalmente la documentazione relativa allo stato di Shu, per il quale non esistevano storie già compilate.
Nel Libro di Wei, i sovrani di Wei sono chiamati imperatori, per sostenere la legittimità della dinastia Jìn ad ereditare il mandato del cielo. I sovrani di Shu sono invece chiamati signori, e i sovrani di Wu solo col loro nome o col titolo di reggente di Wu.
Nel V secolo, l'opera fu annotata da Pei Songzhi (裴松之). Nativo di Yuncheng, Shanxi, Pei Songzhi ottenne l'incarico di curare il libro sotto la dinastia Song delle dinastie meridionali, e terminò la sua opera di revisione e annotazione nel 429.

## Importanza storica
È impossibile stimare quanta parte abbia nell'opera l'invenzione dell'autore, ma sebbene per molti versi fantasiose e piene di errori, le Cronache dei Tre Regni rappresentano un'importante fonte di informazioni sul periodo storico. Sono descritte molte figure politiche, economiche e militari, così come le personalità più importanti della cultura, dell'arte e della scienza.
Come genere di narrazione, le Cronache sono simili a quelle del Medioevo europeo, poco più che una elencazione di fatti storici, da cui si può con una certa accuratezza dedurre il flusso degli eventi, ma da cui si possono trarre pochissime informazioni sulla società del tempo.
Il libro è importante anche per le ricerche sulla storia del Giappone: contiene infatti un volume dedicato al popolo di Wa, che descrive l'antico paese di Yamato e la sua regina, Himiko. Si tratta del primo documento storico che faccia esplicita menzione del Giappone.